# Aenigmatistes africanus
Aenigmatistes africanus är en tvåvingeart som beskrevs av Robert Walter Campbell Shelford 1908. Aenigmatistes africanus ingår i släktet Aenigmatistes och familjen puckelflugor. Inga underarter finns listade i Catalogue of Life.